# Bakhyt Sarsekbayev
Bakhyt Abdirakhmanovich Sarsekbayev (født 29. november 1981 i Almaty) er en kasakhstansk amatørbokser, som konkurrerer i vægtklassen weltervægt. Sarsekbayevs største internationale resultater er en guldmedalje fra Sommer-OL 2008 i Beijing, Kina, og en guldmedalje fra asien legene 2006 i Doha. Han repræsenterede Kasakhstan under Sommer-OL 2008 hvor han vandt en guldmedalje foran Carlos Banteaux fra Cuba.